# Amphinemura standfussi
Amphinemura standfussi är en bäcksländeart som först beskrevs av Friedrich Ris 1902.  Amphinemura standfussi ingår i släktet Amphinemura och familjen kryssbäcksländor. Arten är reproducerande i Sverige. Inga underarter finns listade i Catalogue of Life.